# Bad Loipersdorf
Bad Loipersdorf  è un comune austriaco di 1 882 abitanti nel distretto di Hartberg-Fürstenfeld, in Stiria. Il 1º gennaio 2015 ha inglobato il comune soppresso di Stein.